# ميكا كوبينين
ميكا كوبينين (بالفنلندية: Miika Koppinen)‏ (5 يوليو 1978 بكوكولا في فنلندا - ) هو لاعب كرة قدم فنلندي في مركز الدفاع. شارك مع منتخب فنلندا تحت 21 سنة لكرة القدم ومنتخب فنلندا لكرة القدم. أما مع النوادي، فقد لعب مع ترومسو إيدريتسلاغ وكوكولان بالوفيكوت ونادي روسنبورغ وFF Jaro ‏.

## وصلات خارجية
- ميكا كوبينين على موقع IMDb (الإنجليزية)

- ميكا كوبينين على موقع الاتحاد الدولي (مؤرشف)  (الإنجليزية)
- ميكا كوبينين على موقع الاتحاد الأوربي (الإنجليزية)
- ميكا كوبينين على موقع اتحاد النرويج (النرويجية)
- ميكا كوبينين على موقع قاعدة بيانات كرة القدم.إي يو (الإنجليزية)
- ميكا كوبينين على موقع ناشيونال فوتبول تيمز (الإنجليزية)
- ميكا كوبينين على موقع Soccerway.com (الإنجليزية)
- ميكا كوبينين على موقع عالم كرة القدم.نت (الإنجليزية)
- ميكا كوبينين على موقع AS.com (الإسبانية)